# Kojata II. Hrabišic
Kojata II. Hrabišic († 1122) byl český šlechtic z rodu Hrabišiců.

## Život
Kojata je zmíněn pouze v rukopisu tzv. Mnicha sázavského, jenž uvádí, že roku 1122 zemřel Kojata, „výtečný otec a počestný ctitel Kristův“. Do kroniky Kojatovu smrt zaznamenal zřejmě proto, že Kojata patřil k donátorům Sázavského kláštera. Mohl být synem Všebora II. nebo Kojaty I. Hrabišice. Pravděpodobně patřil do stejné generace jako Hrabiše I. Hrabišic, jehož mohl být bratrem či bratrancem. Není vyloučeno však ani to, že byl Hrabišovým synem, to by ovšem musel zemřít v mladém věku okolo třiceti let. 
Kojata II. mohl být také otcem Hrabiše II. Hrabišice a jeho hypotetických bratrů, Kojaty III., Gerarda a Všebora III. de Vinarec.